# Saint-Ouen-sur-Maire
Saint-Ouen-sur-Maire är en kommun i departementet Orne i regionen Normandie i nordvästra Frankrike. Kommunen ligger i kantonen Écouché som tillhör arrondissementet Argentan. År 2018 hade Saint-Ouen-sur-Maire 91 invånare.

## Befolkningsutveckling
Antalet invånare i kommunen Saint-Ouen-sur-Maire
| Referens: INSEE |